# 中島董商店
株式会社中島董商店（なかしまとうしょうてん）は、東京都渋谷区に本社を置く食料品販売会社。キユーピーおよびアヲハタの関連会社であり、キユーピー・アヲハタグループの源流・中核企業である。

## 沿革
- 1918年2月 日本橋亀島町において中島董一郎が中島商店を設立。カニとサケの缶詰を販売開始。
- 1919年11月 中島商店が中心となり食品工業株式会社（現キユーピー）を設立。
- 1923年 食品工業株式会社の株式の大半を取得。
- 1932年12月 株式会社旗道園（現アヲハタ）を設立。
- 1938年12月 商号を株式会社中島董商店に変更。
- 1968年3月 キユーピー新社屋を渋谷に竣工し、本社を新社屋内部に移転。
- 1972年12月 キユーピー株式会社に中島董商店の販売部門を継承させる。
- 2023年9月 ナショナル麻布株式会社の株式90%を取得[4]。

## 主力商品
主に海外ブランドの食品を自社で輸入し販売している。
かつてはキユーピー製品を除く国内生産品ブランドの販売も行っていたが、2008年6月にキユーピーへ移管した。

## 広告
キユーピー商品のCMについては、その項目を参照。なお同じ関連会社であるアヲハタや、その他ブランドの商品も、キユーピーと同一枠でCMを行っている。

## グループ会社
キユーピー・アヲハタグループという名称で下記の会社でグループを構成している。
- 株式会社中島董商店

〒150-0002  東京都渋谷区渋谷1-4-13
各種瓶缶詰食料品の卸売及び酒類の輸入販売。
キユーピー・アヲハタグループの特許権や商標権など知的財産の管理
- キユーピー株式会社

〒150-0002  東京都渋谷区渋谷1-4-13
マヨネーズ他一般ソース類、各種瓶缶詰食料品、その他食料品の製造加工販売他。
- アヲハタ株式会社

〒729-2392 広島県竹原市忠海中町1-1-25
ジャム・果実・デザート等の瓶詰類、ソース・調理品等の製造。
- キユーピー醸造株式会社

〒182-0002 東京都調布市仙川町2-5-7 仙川キユーポート
各種ビネガー及び関連調味料の製造販売。
- 株式会社nakato

〒106-0045 東京都港区麻布十番1-5-30 十番董友ビル
輸入酒類・食料品の販売。
- 株式会社トウ・ソリューションズ

〒182-0002 東京都調布市仙川町2-5-7 仙川キユーポート
コンピュータソフトウェアの企画・設計・開発及び販売。コンピュータシステムの運営・管理。
- 株式会社トウ・キユーピー

〒150-0002 東京都渋谷区渋谷1-4-11 渋谷董友ビルannex
キユーピーアヲハタネットショップ運営、広告代理業、食料品・雑貨の販売、通信販売業務、自動車の賃貸借。
- 株式会社董花

〒150-0002 東京都渋谷区渋谷1-4-13
不動産の売買及び賃貸、事務用情報機器のリース。
- 株式会社キユーソー流通システム

〒182-0021 東京都調布市調布ケ丘3-50-1
製品、原材料の保管、運送。
- ナショナル麻布株式会社

〒106-0047 東京都港区南麻布4-5-2
高級輸入食料品、世界の洋酒および日用雑貨品の販売